# Мачедонце (Реткоцерско)
Мачедонце (Реткоцерско) (серб. Маћедонце (Реткоцерско)) — населённый пункт в общине Медведжя Ябланичского округа Республики Сербии.

## Население
Согласно переписи населения 2002 года, в селе проживал 81 человек (все сербы).
| Численность населения | Численность населения | Численность населения | Численность населения | Численность населения | Численность населения | Численность населения | Численность населения |
| 1948                  | 1953                  | 1961                  | 1971                  | 1981                  | 1991                  | 2002                  | 2011                  |
| --------------------- | --------------------- | --------------------- | --------------------- | --------------------- | --------------------- | --------------------- | --------------------- |
| 361                   | 425                   | 407                   | 332                   | 162                   | 87                    | 81                    | 37                    |